# Mladen Marušić
Mladen Marušić, hrvaški admiral, * 5. junij 1923, † ?.

## Življenjepis
Leta 1941 je vstopil v KPJ in naslednje leto še v NOVJ. Med vojno je bil med drugim načelnik štaba 5. hrvaške brigade 1. divizije KNOJ.
Po vojni je končal VVPA JLA.